# Dalila Pereira da Costa
Dalila Pereira da Costa (Oporto, 4 de marzo de 1918-2 de marzo de 2012) fue una escritora, ensayista y poeta portuguesa. Formó parte del Grupo da Filosofia Portuguesa, escuela filosófica fundada por Álvaro Ribeiro y José Marinho. Es considerada una de las grandes figuras de la cultura portuguesa contemporánea.

## Biografía
Pereira da Costa se licenció en Ciencias Histórico Filosóficas, en 1944, en la Universidad de Coimbra, habiendo sido alumna de Joaquim de Carvalho, Damião Peres y Torquato de Sousa Soares, entre otros.
Entre 1959 y 1965 vivió en São Paulo, Brasil. Durante unos años vivió en Bélgica, pero regresó a Oporto, donde se dedicó a una vida de reflexión contemplativa y reflexión filosófica, con especial interés en explicar símbolos y mitos de la cultura portuguesa. Autora de una obra que abarca varios ámbitos (desde la poesía hasta la hermenéutica pessoana, pasando por escritos de carácter esotérico y religioso), dejó colaboraciones literarias repartidas en varias publicaciones periódicas.
Formó parte del directorio de la revista Nova Renascença, fundada por José Augusto Seabra  en Oporto y perteneció al movimiento que llevaba el mismo nombre.

## Filosofía
Según Rui Lopo:

Dalila Pereira da Costa identifica na tradição cultural portuguesa uma predestinação teleológica ecuménica que seria visível principalmente na acção e obra dos poetas e pensadores da Renascença Portuguesa. Reflectindo, sobretudo, a partir do Cristianismo, estes autores teriam previsto, antecipado e proposto uma transformação histórica no sentido de um universalismo real por vir. Esta mutação futura consistiria num esforço comparável à aventura da Descoberta. Desta feita, porém, a questão já não se prenderia com uma expansão ou dilatação (de Fé e Império) do que se é, ou mesmo com uma simples apropriação do que se encontre (e que nos manteria numa horizontalidade dada) mas fundamentalmente com uma vertical ou tração: isto é, tratar-se-ia de acolher entre todas as tradições espirituais da humanidade aqueles elementos de plenificante sentido, isto é, os mais matriciais de futuro em fecundidade sempre nova e diferente; seria agora então o momento de actualizar aquilo que mais nos possa superar, operando uma mutação, que consiste na sobre-humanização ou divinização do homem, no ultrapassamento da condição mental ainda dominante. A isto a autora denomina como uma missão antropológica transcendente, uma destinação antropocósmica. Assim, as tradições espirituais da humanidade serviriam de anúncio e programa de transformação emocional e mental, de metamorfose anímica e espiritual.
Dalila Pereira da Costa identifica en la tradición cultural portuguesa una predestinación teleológica ecuménica que sería visible principalmente en la acción y obra de los poetas y pensadores del Renacimiento portugués. Reflexionando, sobre todo, desde el cristianismo, estos autores habrían predicho, anticipado y propuesto una transformación histórica hacia un universalismo real por venir. Esta futura mutación consistiría en un esfuerzo comparable a la aventura del Discovery. Esta vez, sin embargo, la cuestión ya no se referiría a una expansión o dilatación (de Fe e Imperio) de lo que somos, ni siquiera a una simple apropiación de lo que encontramos (y que nos mantendría en una determinada horizontalidad), sino fundamentalmente con una vertical o de tracción: es decir, se trataría de acoger entre todas las tradiciones espirituales de la humanidad aquellos elementos de sentido pleno, es decir, los más matriciales del futuro en fecundidad siempre nueva y diferente; Ahora sería el momento de actualizar lo que más puede superarnos, operando una mutación, que consiste en la sobrehumanización o divinización del hombre, en la superación de la condición mental aún dominante. El autor llama a esto una misión antropológica trascendente, un destino antropocósmico. Así, las tradiciones espirituales de la humanidad servirían como anuncio y programa de transformación emocional y mental, de metamorfosis anímica y espiritual.

## Obra
- O esoterismo de Fernando Pessoa, Lello Editores, 1971, 1996. ISBN 9789724809670
- A força do Mundo, Lello Editores, 1972. ISBN 9789724809687
- Encontro na Noite, Lello Editores, 1973. ISBN 9789724809694
- Duas Epopeias das Américas, Lello Editores, 1974. ISBN 9789724809700
- Introdução à Saudade, juntamente con Pinharanda Gomes, Lello & Irmão, Porto, 1976. ISBN 9789724809717
- A Nova Atlântida, Lello Editores, 1977. ISBN 9789724809724
- A Nau e o Graal, Lello Editores, 1978. ISBN 9789724809731
- Orpheu, Portugal e o homem do futuro (1978)
- Os Jardins da Alvorada, Lello Editores, 1981. ISBN 9789724809748
- A cidade e o rio (1982)
- Elegias da terra-mãe (1983)
- Da Serpente à Imaculada, Lello Editores, 1984. ISBN 9789724809755
- Místicos portugueses do século XVI, Lello Editores, 1986. ISBN 9789724809762
- Gil Vicente e sua época, Guimarães Editores, 1989. ISBN 9789726651468
- Ladainha de Setúbal, Lello Editores, 1989. ISBN 9789724809779
- Os sonhos: porta de conhecimento (1991)
- O Novo Argonauta (E a Ilha Firme), Fundação Lusíada, 1996, 2005. ISBN 9789729450105
- Entre desengano e esperança: ensaios portugueses Lello Editores, 1996. ISBN 9789724816890
- D. Sebastião, El-Rei ungido: Rei eleito (1996)
- A mensagem messiânica. Incluido en Fernando Pessoa- Mensagem - Poemas esotéricos, edición coordinada por José Augusto Seabra, Madrid, 1996.[7] ISBN 84-89666-27-X
- Os instantes, Lello editores, 1999. ISBN 9789724817750
- Os instantes nas estações da vida (1999)
- Dos Mundos Contíguos, Lello Editores, 1999. ISBN 9789724817767
- Mensagens do Anjo da Aurora (2000)
- Portugal Renascido, Fundação Lusíada, 2001. ISBN 9789729450303
- Hora da prima, Fundação Lusíada, 2005. ISBN 9789729450044
- Contemplação dos Painéis, Lello Editores, 2005. ISBN 9789724818412
- Espirituais Portugueses - Antologia, Fundação Lusíada, 2005. ISBN 9789729450020
- As Margens Sacralisadas do Douro Através de Vários Cultos, Lello editores, 2006. ISBN 9789724818481